# Margaret Hemsley
Margaret Hemsley (Canberra, 11 d'agost de 1971) va ser una ciclista australiana professional del 2001 al 2004. Del seu palmarès destaca el Campionat nacional en ruta de 2002.

## Palmarès
- 2001
  - 1a a la Volta a Castella i Lleó i vencedora de 2 etapes
- 2002
  -  Campiona d'Austràlia en ruta
- 2003
  - 1a al Crono de les Nacions-Les Herbiers-Vendée
  - Vencedora d'una etapa al The Bellarine Tour